# Покола (Оклахома)
Покола (енгл. Pocola) град је у америчкој савезној држави Оклахома.

## Демографија
По попису из 2010. године број становника је 4.056, што је 62 (1,6%) становника више него 2000. године.
| Група             | 2000.         | 2010.         |
| Белци             | 3.416 (85,5%) | 3.348 (82,5%) |
| Афроамериканци    | 133 (3,3%)    | 117 (2,9%)    |
| Азијати           | 10 (0,3%)     | 20 (0,5%)     |
| Хиспаноамериканци | 75 (1,9%)     | 106 (2,6%)    |
| Укупно            | 3.994         | 4.056         |